# Basílica del Santuario Nacional de la Asunción de la Bienaventurada Virgen María
La Basílica del Santuario Nacional de la Asunción de la Virgen María, también llamada basílica de Baltimore o la catedral de Baltimore, es la primera catedral católica construida en los Estados Unidos, y el primer edificio religioso construido en la nación después de la aprobación de la Constitución de los Estados Unidos. Como concatedral, es una de las sedes de la arquidiócesis de Baltimore en Baltimore, Maryland. Es considerada como la obra maestra de Benjamin Henry Latrobe, el «padre de la arquitectura americana».
Es la segunda catedral más antigua de EE. UU. después de la catedral de San Fernando en San Antonio, Texas.

## Historia
La Basílica se construyó (1806-1821) a partir de un diseño de Benjamin Henry Latrobe - el primer arquitecto profesional y capacitado de Estados Unidos y arquitecto del Capitolio de los EE. UU., de Thomas Jefferson; bajo la dirección del primer obispo, John Carroll. La basílica fue consagrada más tarde el 31 de mayo de 1821 por el tercer arzobispo de Baltimore, Ambrose Maréchal.
El papa Pío XI elevó la catedral al estatus de basílica menor en 1937. En 1969, fue listada en el Registro Nacional de Lugares Históricos, y, además, en 1971, fue declarada National Historic Landmark. En 1993, la Conferencia de Obispos Católicos de Estados Unidos designó la Basílica como un Santuario Nacional.
Muchos acontecimientos famosos se han producido dentro de sus muros, incluido el funeral de Charles Carroll de Carrollton, el único signatario católico de la Declaración de la Independencia. La mayoría de los primeros obispos de la Iglesia estadounidense se consagraron aquí. Siete Consejos Provinciales y Tres Consejos Plenarios fueron celebrados aquí en el siglo XIX, asegurando que la Iglesia católica seguiría estando presente. Estos Consejos fijaron el rumbo de la Iglesia católica en los Estados Unidos a través del siglo XIX con la creación del Sistema de Escuelas Católicas; la fundación de la Universidad Católica de América del Norte, y la llamada de la evangelización de los indígenas americanos y africanos. La Tercera Sesión Plenaria del Consejo, que fue la mayor reunión de Obispos, celebrada fuera de Roma desde el Concilio de Trento, designó el famoso Catecismo de Baltimore.
En los últimos años, se han ordenados más sacerdotes aquí que en cualquier otra iglesia en los Estados Unidos.
La Basílica ha acogido a millones de visitantes en sus 200 años, incluyendo al papa Juan Pablo II en 1995, la Beata Madre Teresa de Calcuta en 1996, y el ecuménico Patriarca de Constantinopla Bartolomé I en 1997. Muchos santos particulares están asociados con la Basílica, incluyendo a la Madre María Lange, fundadora de la Hermanas Oblatas de la Providencia, la primera orden de monjas católicas de ascendencia afroamericana; el Padre Michael J. McGivney, Fundador de los Caballeros de Columbus, quien fue ordenado sacerdote en la Basílica en 1877 por el arzobispo James Gibbons; St. Juan Neumann, acreditado como el fundador del Sistema de Escuelas Católicas de Estados Unidos; así como la visita de al menos otros 20 santos o casi santos.

## Arquitectura
La catedral es un monumental edificio al estilo neoclásica diseñado en conformidad con una planta de una basílica en cruz latina, una desviación anterior de Latrobe de la antigua arquitectura de las iglesias de Estados Unidos, pero sin dejar el estilo tradicional europeo de las catedrales. La planta reúne dos elementos distintos: un eje longitudinal y un espacio abovedado.

### Exterior
La fachada principal es un clásico pórtico griego con columnas jónicas ordenadas en doble patrón hexástilo, detrás de la cual se ejercen un par de torres cilíndricas. El historiador de arquitectura Henry-Russell Hitchcock cree que la cúpulas en forma de cebolla de las dos torres «no es del diseño Latrobe» pero ahora se cree que «eran totalmente del mismo arquitecto».
Los muros exteriores están construidos de cantera gneis plata-gris cerca de Ellicott City, Maryland.

### Cúpula
Latrobe originalmente planeó una cúpula de mampostería con una linterna en la parte superior, pero su amigo Thomas Jefferson sugirió un depósito de madera de doble cúpula (Para la cúpula interior Latrobe creó una sólida, clásica y detallada mampostería hemisferica. Redes de rosetas de yeso adornan su techo artesonado.

### Interior
El interior está ocupado por una gran cúpula en el crucero de la planta de la cruz latina, creando un efecto centralizador que contrasta el exterior que da la impresión de un edificio lineal o alargado. En torno a la cúpula principal está un sofisticado sistema de bóvedas de cañón y superficial, como cúpulas de plato secundario. 
El luminoso interior diseñado por Latrobe fue llamativo en contraste con la oscuridad, con esquinas cavernosas de catedrales góticas.

### Restauración delsigloXXI

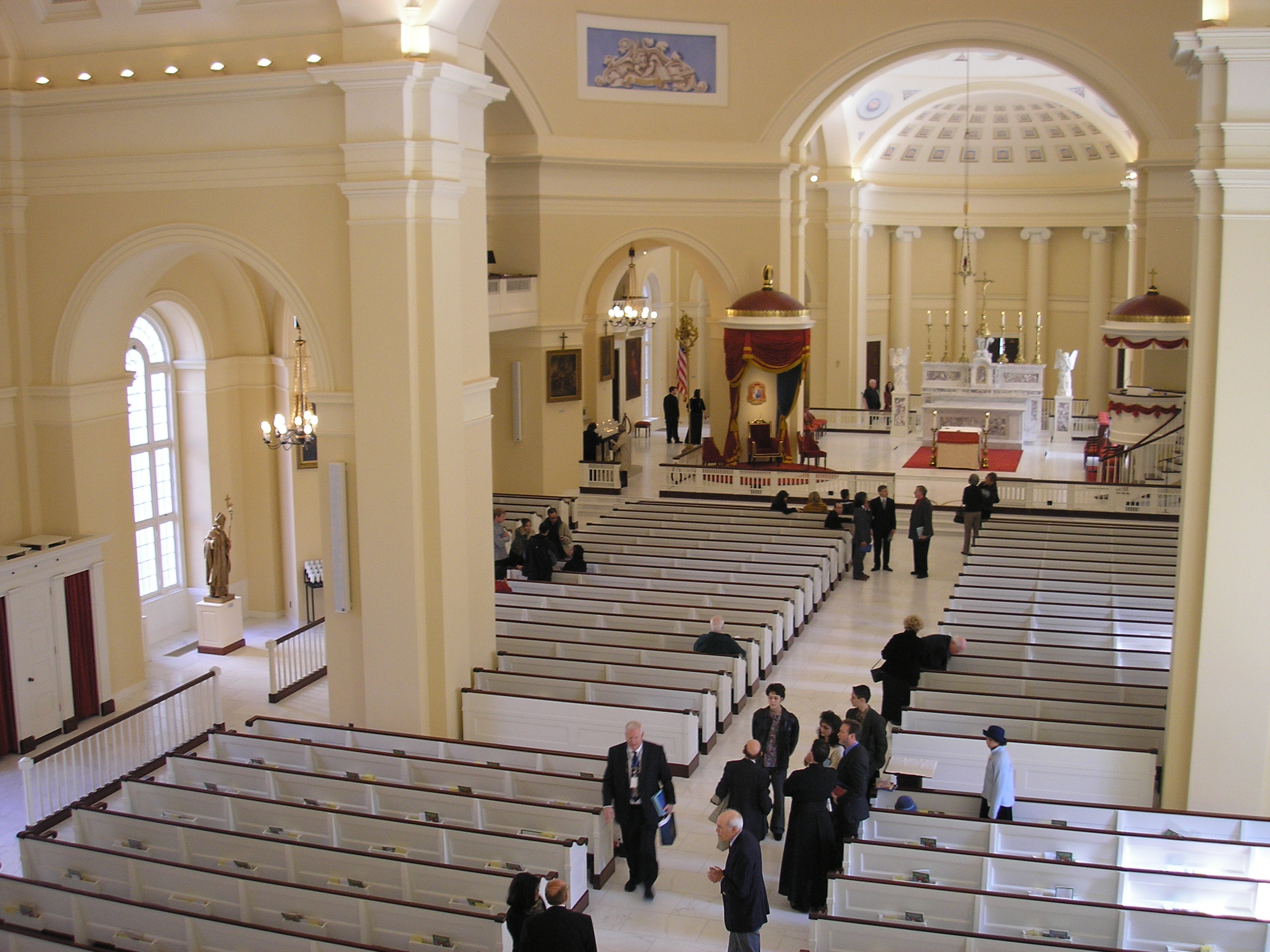
Nuevo interior de la basílica (29 de octubre de 2006)

Un proyecto $ 34 millones y 32 meses de restauración se completó en 2006. La restauración incluye la incorporación de modernos sistemas en todo el edificio, al mismo tiempo, la restauración del interior del diseño original de Latrobe. Muchos "errores" se corrigieron. 24 lucernarios en la cúpula principal fueron reabiertos, y las vidrieras obscuras (que se instalaron en la década de 1940) fueron reemplazadas por ventanas claras. Los colores originales de las paredes (amarillo pálido, azul y rosa) fueron restaurados, el color mármol que durante décadas había sido de color verde oscuro también fue cambiado.
Además, la cripta de la Basílica fue abierto al público, así como el sótano de la iglesia. El sótano, hasta ahora, estaba lleno de arena del edificio original de la catedral, lo que impidió que Latrobe Carroll construyera una capilla en el sótano. Durante la restauración, las toneladas de arena fueron retiradas, y la Capilla de la Virgen de la Sabiduría se hizo finalmente en realidad.
El cardenal William Keeler, arzobispo emérito de Baltimore, y uno de los muchos defensores de la restauración, terminaron la restauración, sin hundirse en el arcón de la arquidiócesis, decidió utilizar las donaciones de los fondos privados con el único propósito de que se hiciera la restauración. La basílica cerrada al público desde noviembre de 2004 hasta noviembre de 2006, a tiempo para la reapertura del bicentenario de la Basílica y la reunión bianual de la Conferencia de Obispos Católicos de Estados Unidos, que se celebró en Baltimore para marcar la ocasión.

## Arzobispos sepultados en la cripta

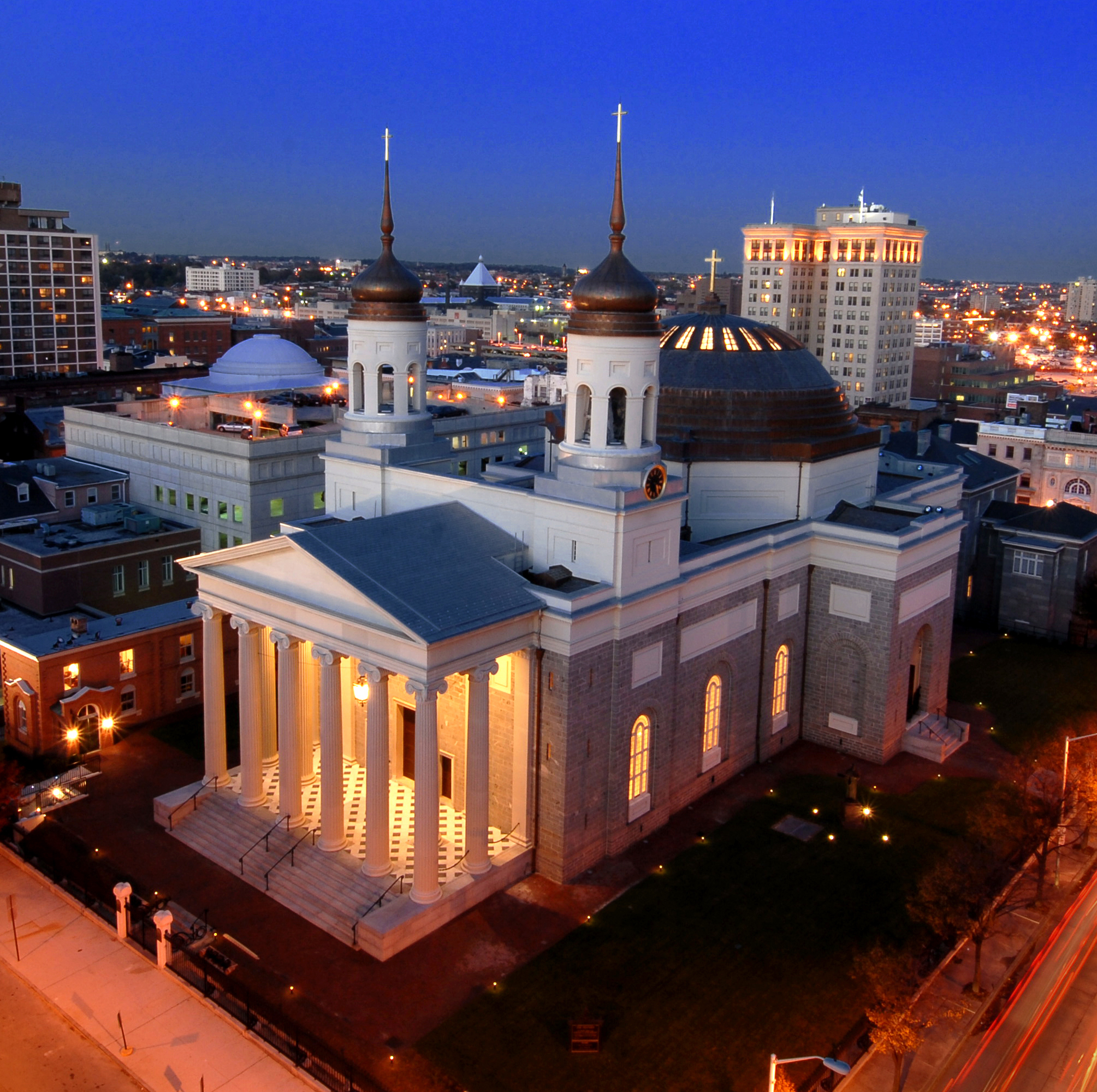
La Basílica en la noche.

Ocho de los doce fallecidos arzobispos de Baltimore yacen sepultados en la cripta de la Basílica. La cripta está situada debajo del altar mayor, junto a la Capilla de Nuestra Señora de la Sabiduría, y está accesible al público. Descansando en la cripta se encuentran los siguientes arzobispos:
- Mons. John Carroll, primer obispo de los Estados Unidos. En el cargo desde el 6 de noviembre de 1789 hasta el 3 de diciembre de 1815.
- Ambrose Maréchal, tercer arzobispo de Baltimore. En el cargo desde el 4 de julio de 1817 hasta el 29 de enero de 1828.
- James Whitfield, cuarto arzobispo de Baltimore. En el cargo desde el 29 de enero de 1828 hasta el 19 de octubre de 1834.
- Samuel Eccleston, quinto arzobispo de Baltimore. En el cargo desde el 19 de octubre de 1834 hasta el 22 de abril de 1851.
- Francis Patrick Kenrick, sexto arzobispo de Baltimore. En el cargo desde el 19 de agosto de 1851 hasta el 8 de julio de 1863.
- Martin John Spalding, séptimo arzobispo de Baltimore. En el cargo desde el 6 de mayo de 1864 hasta el 7 de febrero de 1872.
- Cardenal James Gibbons, octavo arzobispo de Baltimore. En el cargo desde el 3 de octubre de 1877 hasta el 24 de marzo de 1921.
- Michael Joseph Curley, noveno arzobispo de Baltimore. En el cargo desde el 10 de agosto de 1921 hasta el 16 de mayo de 1947.

## Libros
- Dorsey, J. and J.D. Dilts (1997). A Guide to Baltimore Architecture. Centreville, MD: Tidewater Publishers. pp. 99–104.